# Chung Jong-son
Chung Jong-son (정종선?, 鄭鍾先?; 20 marzo 1966) è un ex calciatore sudcoreano, di ruolo difensore.